# Pristiglottis hydrocephala
Pristiglottis hydrocephala är en orkidéart som först beskrevs av Johannes Jacobus Smith, och fick sitt nu gällande namn av Paul Cretzoiu och Johannes Jacobus Smith. Pristiglottis hydrocephala ingår i släktet Pristiglottis och familjen orkidéer. Inga underarter finns listade i Catalogue of Life.